# Presos de la revuelta

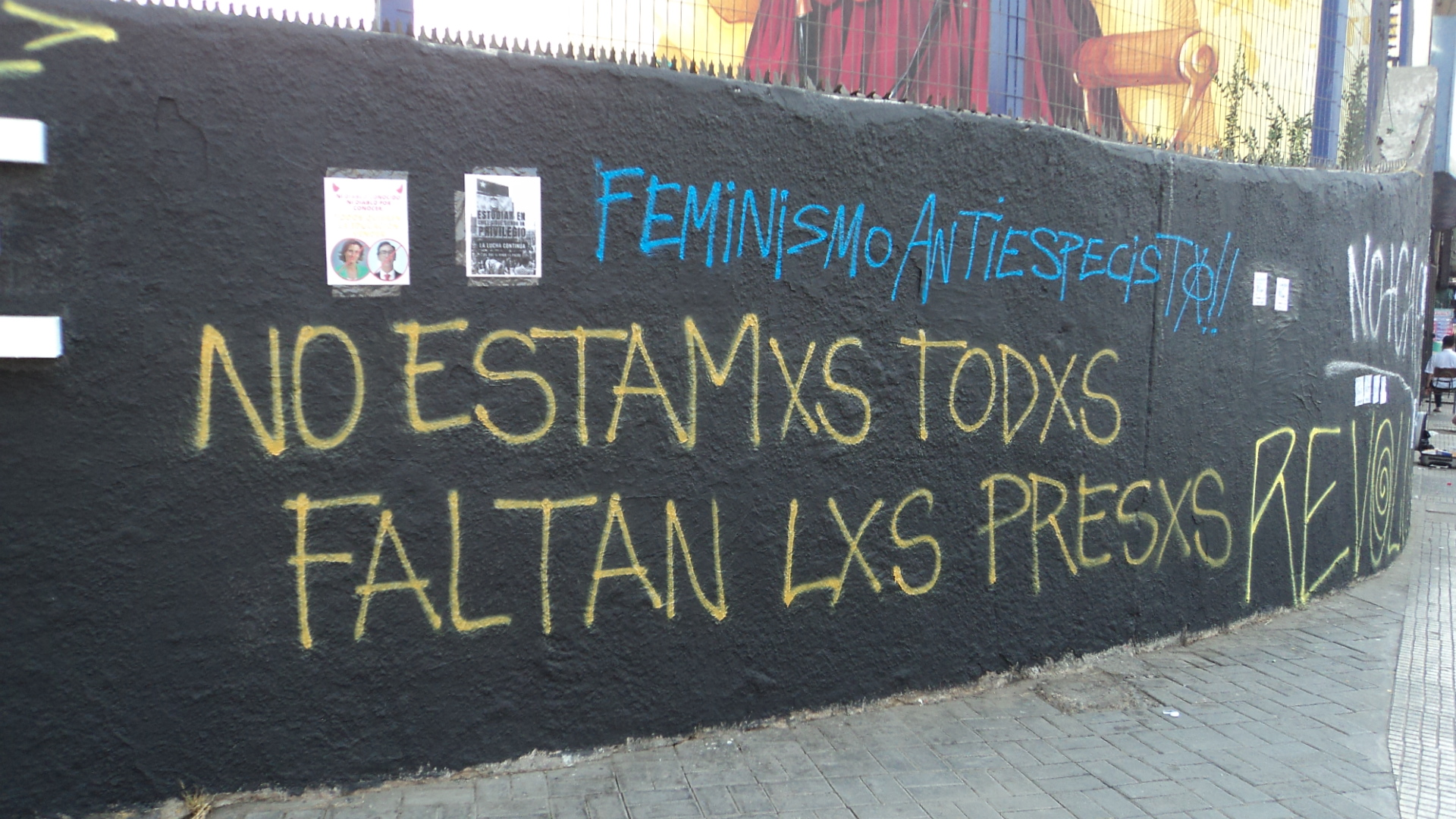
Grafiti demandando la liberación de los presos.

Los presos de la revuelta son un grupo de personas que fueron detenidas en el contexto del estallido social en Chile, cuyas circunstancias de detención han sido objeto de severas críticas, incluida la afirmación de que son presos políticos. Un movimiento apoyado por representantes del Congreso Nacional de Chile y de la Convención Constitucional pide su liberación. El Gobierno de Chile y Human Rights Watch rechazan la idea de que habría presos políticos en Chile.

## Naturaleza de los detenidos
El diputado Tomás Hirsch ha señalado que Chile «está violando los tratados internacionales de derechos humanos al tener detenciones preventivas excesivamente largas». Por otra parte, la diputada Maite Orsini lo ha ejemplificado con dos jóvenes que pasaron 431 y 457 días en prisión preventiva solo para ser condenados por delitos menores, los cuales no derivaron en penas de prisión. En otro caso, un hombre pasó 14 meses en prisión preventiva, supuestamente por portar piedras y bombas molotov, siendo finalmente absuelto por la justicia. Matías Fuentes, un exestudiante de ingeniería, estuvo 13 meses en prisión preventiva hasta que fue absuelto de los cargos. Naciones Unidas ha criticado a Chile por un uso excesivo de la prisión preventiva y las discrepancias que existen en cuanto al número de personas privadas de libertad asociadas a las protestas del estallido social.
En diciembre de 2020 la diputada Claudia Mix cifraba a los presos en más de 2500 procesos inconclusos y más de 600 en la cárcel. A principios de junio de 2021, la Corte Suprema de Chile declaró que abriría una investigación sobre las condiciones de los detenidos a raíz de una petición del senador Pedro Araya. Araya ha advertido contra un indulto general ya que también beneficiaría a quienes usaron una "causa justa" para llevar a cabo saqueos e incendios.
Según el sitio de noticias Ex-Ante, entre los detenidos hay personas acusadas o condenadas por fabricar y lanzar bombas molotov, incluidos los lanzados a la policía chilena, robo de una camioneta, intento de incendio en una zapatería y saqueo de un hipermercado Líder.

### «Prisioneros políticos»
Si bien varias organizaciones e individuos en Chile sostienen que los detenidos son presos políticos, el director de Human Rights Watch, José Miguel Vivanco, afirmó en diciembre de 2020 que en Chile no hay presos políticos.  Citando la resolución 1900 del Parlamento Europeo (La definición de preso político, 2012), el profesor de derecho de la Universidad de Chile, Claudio Nash Rojas, afirma, sin embargo, que existe evidencia de que hay presos políticos y que esto es independiente de los delitos, reales o presuntos, cometidos por los prisioneros. Algunos integrantes de Primera Línea han sido objeto de prisión política, según Nash, ya que fueron puestos en prisión preventiva y declarados «un peligro para la sociedad». El uso indiscriminado de la máxima medida cautelar por parte de un tribunal chileno a integrantes de Primera Línea debe entenderse, según Nash Rojas, como una medida política.

## Intentos de liberación
El reclamo por la liberación de los prisioneros del estallido social es apoyado por grupos de izquierda como el Frente Amplio, el Partido Comunista de Chile y La Lista del Pueblo. En diciembre de 2020 diputados chilenos propusieron un proyecto de ley para indultar a los presos. Entre los simpatizantes estaban Camila Vallejo, Tomás Hirsch, Adriana Muñoz, Isabel Allende, Yasna Provoste, Juan Ignacio Latorre y Alejandro Navarro. La medida fue apoyada también por el excandidato presidencial y alcalde de Recoleta Daniel Jadue, quien llamó al presidente Sebastián Piñera a liberar a los prisioneros. María Rivera ha defendido a detenidos ante los tribunales y ha sido impulsora de los intentos de liberación como integrante de la Convención Constitucional. Al poco tiempo de ser elegidos Presidente y Vicepresidente de la Convención Constituyente, Elisa Loncon y Jaime Bassa declararon su intención de discutir una petición formal para la liberación de los presos. Loncon también mencionó su objetivo de amnistiar a los indígenas "presos políticos" del conflicto mapuche.
En uno de sus primeros acuerdos luego de conformada, la Convención Constitucional publicó un comunicado el 7 de julio de 2021 por la liberación de los “presos políticos” de las protestas y el conflicto mapuche, llamando al Congreso a aprobar el proyecto de ley de indulto y amnistía. La declaración fue apoyada por 105 de los 155 diputados, siendo rechazada principalmente por los diputados de derecha de Chile Vamos.

## Repuesta del gobierno
El Gobierno de Chile ha rechazado la noción de que existirían presos políticos en Chile. En su tradicional discurso del 21 de mayo de 2021 el presidente Sebastián Piñera se hizo eco de la mirada de Vivanco al refutar la existencia de presos políticos en Chile. El ministro de Justicia y Derechos Humanos, Hernán Larraín, ha reconocido que en Chile se utiliza de manera indebida la prisión preventiva. Larraín también ha reconocido las situaciones de angustia que genera la lentitud de los procesos, alegando que parte de la razón es que muchos de los delitos investigados ocurrieron en situaciones que no son claras y tardan en esclarecerse. Larraín desde noviembre de 2020 se ha negado a interferir con el Poder Judicial de Chile en este asunto.